# Montreuil-Juigné
Montreuil-Juigné ist eine Gemeinde in Frankreich mit 7811 Einwohnern (Stand 1. Januar 2022). Sie liegt im Département Maine-et-Loire in der Region Pays de la Loire.

## Geographie
Die Gemeinde liegt etwa zehn Kilometer nordwestlich von Angers an der Mayenne. Innerhalb des Gemeindegebiets befinden sich das Vogelschutzgebiet „Marais“ und der nach dem ehemaligen französischen Präsidenten François Mitterrand benannte Park am Ufer der Mayenne.

### Nachbargemeinden
Umgeben ist Montreuil-Juigné von den Nachbargemeinden Feneu, Cantenay-Épinard, Avrillé und Longuenée-en-Anjou.

## Geschichte
Die Gemeinde Montreuil-Juigné entstand 1973 aus der Vereinigung der Kommunen Montreuil-Belfroy und Juigné-Béné. Wirtschaftlich ist Juigné-Béné traditionell von Ackerbau und Viehhaltung geprägt, während das Gebiet von Montreuil-Belfroy hauptsächlich vom Weinanbau bestimmt ist. Mit der Fabrik des Konzerns Péchiney hielt das Industriezeitalter Einzug in der Region, was sich in einem rasanten Wachstum in den 1950er und 1960er Jahren niederschlug. Die Nachbarschaft zur Großstadt Angers hat den Prozess der Urbanisierung bis zum heutigen Tag zusätzlich verstärkt.

### Einwohnerentwicklung
| Jahr      | 1954   | 1962   | 1968   | 1975 | 1982 | 1990 | 1999 | 2008 | 2018 | 2021 |
| Einwohner | 1283 1 | 2712 2 | 2854 2 | 3832 | 5623 | 6451 | 6666 | 6813 | 7521 | 7842 |

## Städtepartnerschaft
Partnerstadt von Montreuil-Juigné ist seit 1968 die deutsche Stadt Kamen in Nordrhein-Westfalen.

## Sehenswürdigkeiten
Montreuil-Juigné ist eine Gemeinde mit modernem Antlitz und dennoch mit etlichen historischen Gebäuden, unter denen das bemerkenswerteste das Schloss La Guyonnière ist, das die Stadt im Jahre 1982 ankaufte, um es zu einem Freizeitzentrum umzugestalten.

Schloss La Guyonnière
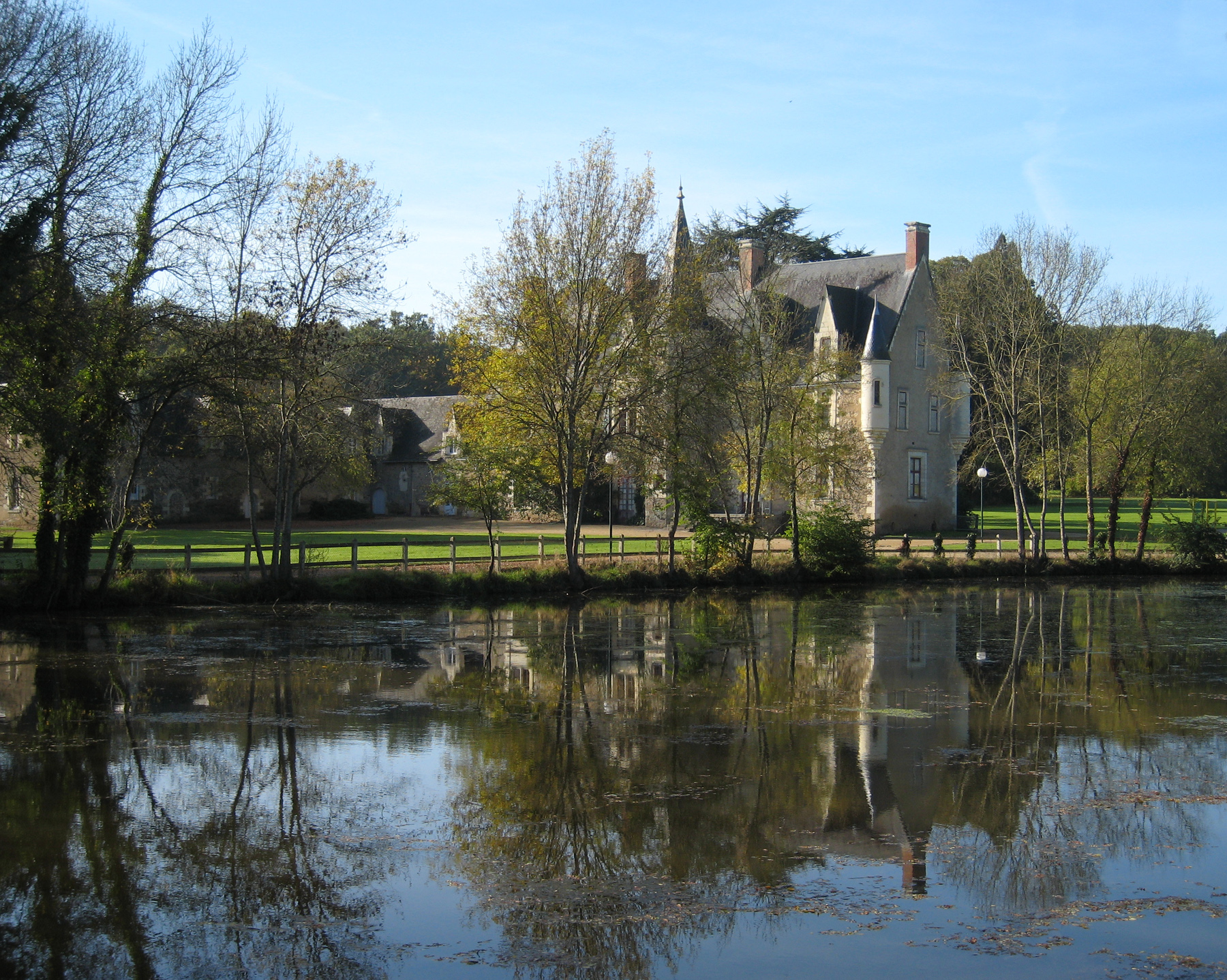
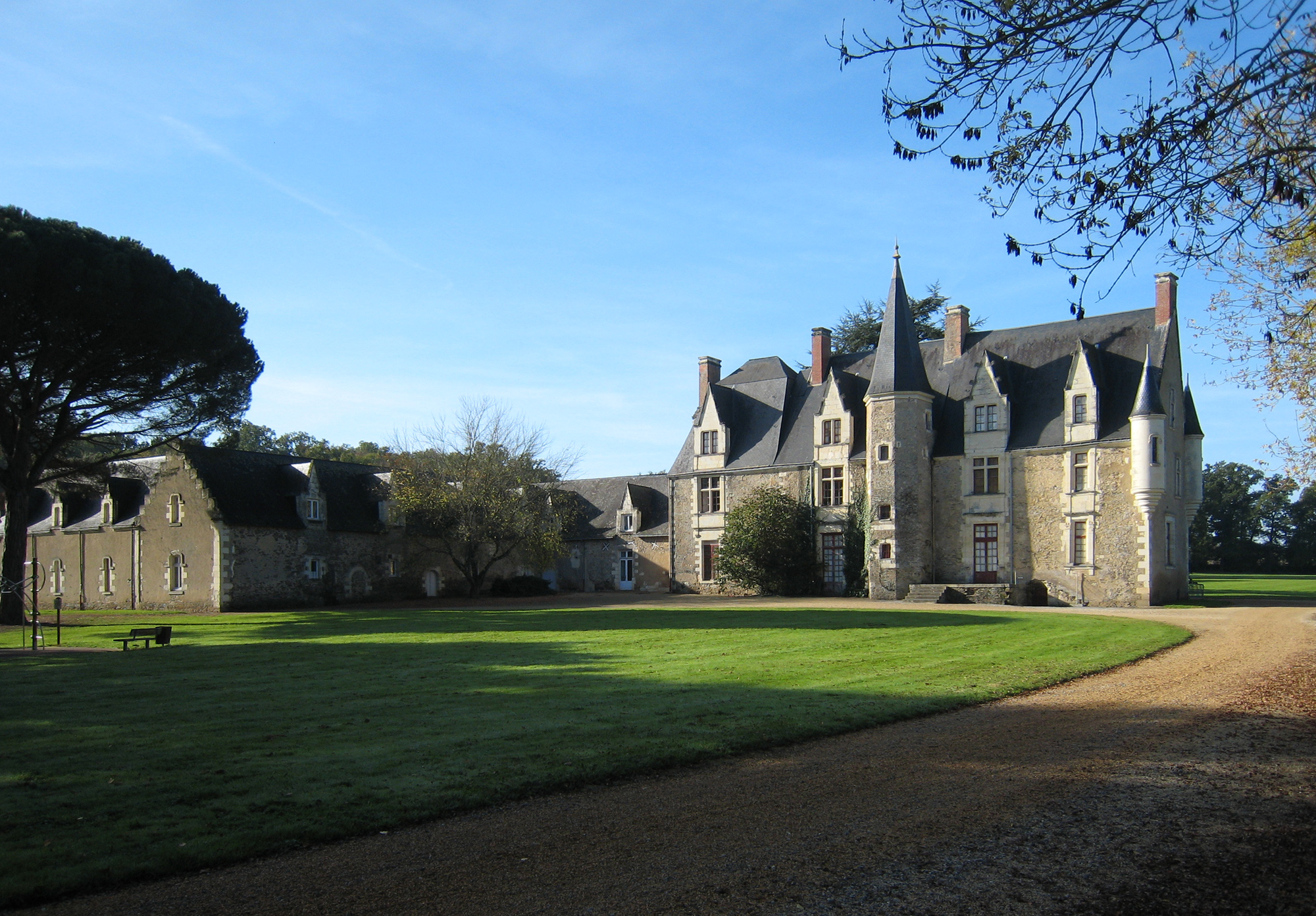
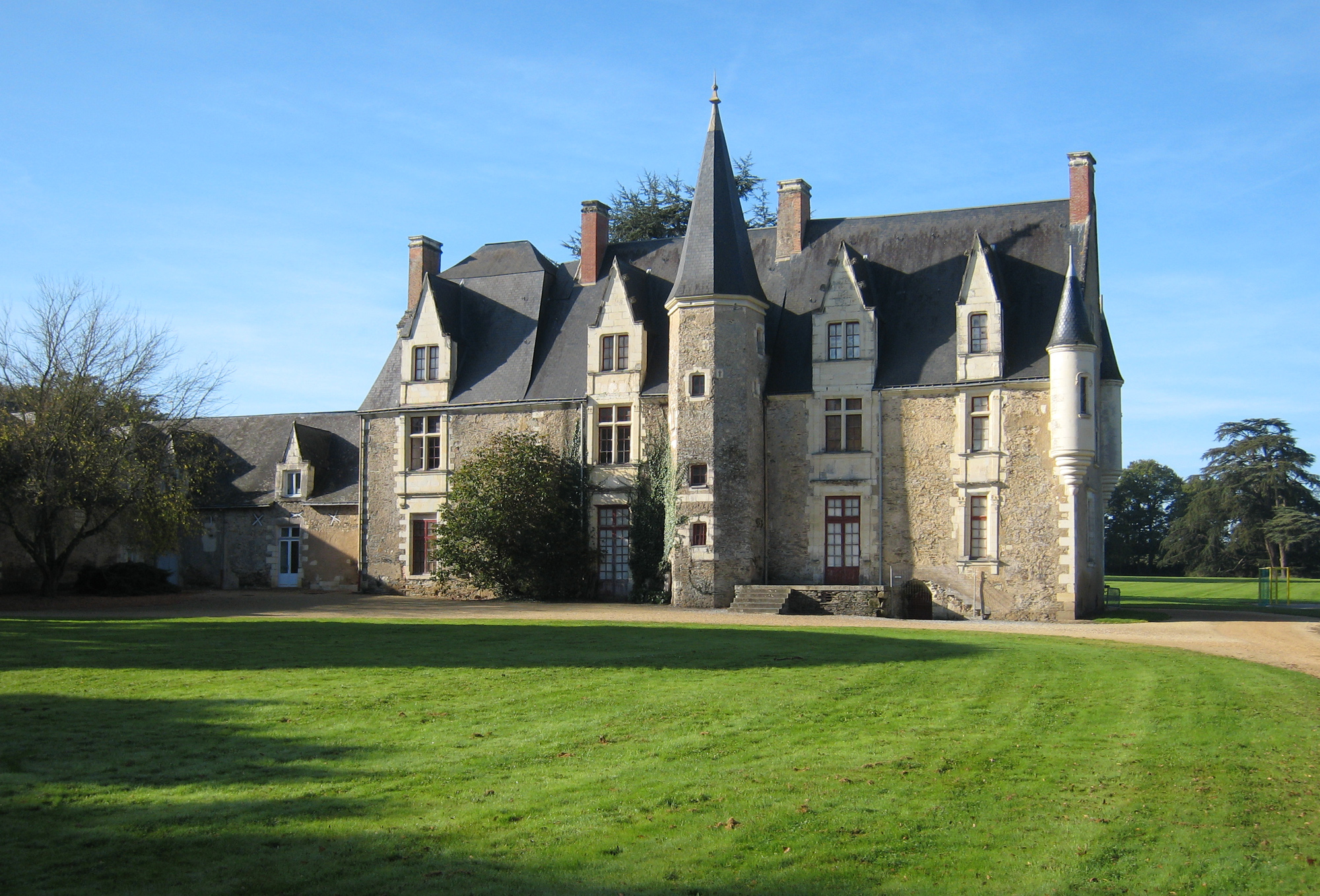